# ボルゴの火災
『ボルゴの火災』（ボルゴのかさい、伊: Incendio di Borgo、英: The Fire in the Borgo）は、イタリア・盛期ルネサンスの巨匠ラファエロ・サンティの工房により1514-1517年に描かれたフレスコ画で、現在、ヴァチカン宮殿の「ラファエロの間」として知られる部屋を装飾するために、ラファエロに委嘱された絵画の1つである。ラファエロが複雑な構図のデザインを手がけたと想定されているが、多くの重要な仕事を請け負っていたラファエロがすべてを1人で手掛けることは不可能であったため、制作はおそらく助手のジュリオ・ロマーノ、ジャンフランチェスコ・ペンニの手になる。
ユリウス2世が1513年に亡くなった後、教皇位を引き継いだレオ10世は、引き続きラファエロにフレスコ画の制作を依頼した。あてがわれたのはレオ10世が食事をとっていた部屋で、本作『ボルゴの火災』にちなみ、現在、「ボルゴの火災の間 (Stanza dell'incendio del Borgo)」と呼ばれている。「ヘリオドロスの間」で扱われた政治的主題が本作でも継承されている。

## 作品
「火災の間」で手がけられた最初の本作は、依頼主のレオ10と同じ名を持つ教皇レオ4世にまつわる主題を取り上げている。作品は、この部屋のフレスコ画中、ラファエロが最も深く関与した作品であり、古典芸術から学びながらも、ミケランジェロに触発されて挑んだマニエリスム様式の最初期の完成形となっている。
主題は、847年に旧サン・ピエトロ大聖堂とテヴェレ川の間のボルゴ地区で発生した火災で、時の教皇レオ4世の祈りによって鎮火された出来事が描かれている。画面奥に忠実に再現された旧サン・ピエトロ聖堂のバルコニーに見える教皇は、火を消すために十字を切って祝福を与えているところである。画面左側の情景は、古代ローマの詩人ウェルギリウスによる叙事詩『アエネイス』中の逸話を出典としており、焼け落ちるトロイアからアイネイアスが父アンキセスを背負って逃げるという場面が描かれている。一方、画面中央には、教皇に対し喜びと感謝の身振りを示す人々がいる。すなわち、左右両側では火災の最中である情景が示され、中央部ではすでに火が消えた後の様子が描かれていて、時間的なずれがある。
本作は、空間的にも「署名の間」と「ヘリオドロスの間」のフレスコ画に見られた均衡を保った構図は捨てられている。祈る教皇の姿はきわめて高いところに描かれ、画面の中心軸を外れている。画面左右の両側も、前景と後景の距離も不均衡が強調されている。絵画は、時間的にも空間的にもマニエリスム的複雑さを表しているといえる。
画面右端には水瓶を頭上にのせて運ぶ、鑑賞者に背を向けている女性がおり、左側中央には壁に張りつく男性などが描かれているが、解剖学的なプロポーションにこだわることなく、より弾力的な躍動感を追求したあとがみられる。この作品の制作は、ほとんどが工房の弟子たちによるとみられるものの、中央の後ろ姿の女性や左端の人々はラファエロ自身の手になるという説もある。
なお、『画家・彫刻家・建築家列伝』を著したマニエリスム期の画家・伝記作者ジョルジョ・ヴァザーリは、本作について以下のように記述している。
様々な危険がこの絵画に表現されている。一角では、髪の毛と衣服が強風に飛ばされている、多くの女性たちが頭部と手に水でいっぱいの桶を持って、火を消そうとしている。炎に水をかけようとしながら、困惑し、煙で目が見えなくなっている人々もいる。反対側には、虚弱な老人が火の炎に取り乱し、力と勇気の漲る表情をした青年に背負われている (ウェルギリウスが記述するアイネイアスに背負われるアンキセスのように) が、青年の身体はその試練を表している。彼の後ろには火事から逃れる髪の乱れた、裸足の老婆がおり、彼らの前には裸の子供が走っている。